# Giuseppe De Nittis
Giuseppe De Nittis fue un pintor impresionista italiano, nacido en Barletta el 25 de febrero de 1846, y fallecido en Saint-Germain-en-Laye, en Francia, el 21 de agosto de 1884.

## Biografía
Después de su formación junto al pintor barlettano Giovanni Battista Calò, se inscribió, en e 1860, al Istituto di Belle Arti de Nápoles. Estudió pintura en privado con Vincenzo Petrocelli. Se demostró desinteresado a las nociones y ejercicios académicos, en efecto, cuatro años más tarde fundó la "Scuola di Resina" (Escuela de Resina), representante de Italia en el tema del realismo.
En el 1867 se trasladó a París, donde conoció a Ernest Meissonier y Jean-Léon Gérôme, se casó dos años después, con Léontine Lucile Gruvelle, quien influenciará notablemente el posicionamiento social y artístico de su esposo. 
Llegó a la cima del éxito en la Exposición Universal de París de 1878, en la que expuso once telas. Murió en 1884 a Saint-Germain-en-Laye, a consecuencia de un ataque fulminante de congestión cerebral.

## Obras

Paisaje (Avenue du Bois de Boulogne) - Giuseppe De Nittis

- Spiaggia presso Barletta - (Playa en las proximidades de Barletta)
- La Senna (pastel)
- La traversata degli Appennini (1867) - (El cruce de los Apeninos)
- Passa il treno (1869) - (Pasa el tren)
- Lungo l'Ofanto (1870) - (En la margen del Ofanto)

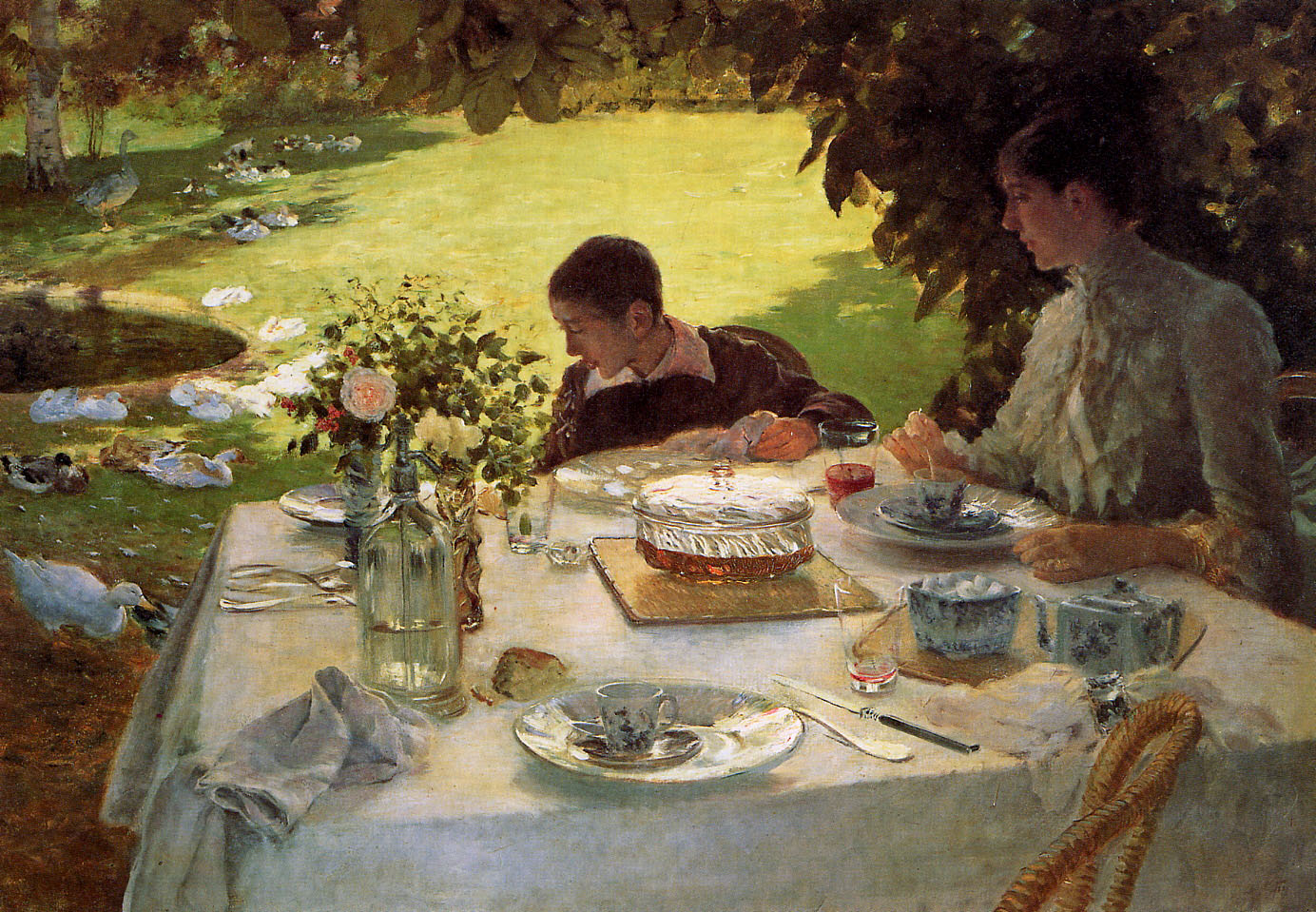
Almuerzo en el jardín (1883).

- Che freddo ! (1874) - (Que frío!!)
- Place des Pyramides (1876)
- Ponte sulla Senna (1876) - (Puente sobre el Sena)
- La signora con il cane (1878) - (La señora con el perro)
- Nubi su Westminster (1878) - (Nubes sobre Westminster)
- Passa il treno (1879) - (El tren pasa)
- Passeggiata invernale (1879) - (Paseo invernal)
- Tra i paraventi (1879)
- Effetto di neve (1880) - (Efecto de nieve)
- Figura di donna (1880) - (Figura de mujer)
- Passeggiata in slitta (1880) - (Paseo en trineo)
- Pattinaggio (1880) - (Patinaje)
- Le corse a Auteuil (1881)
- Signora in giardino (1883) - (Señora en el jardín)
- Colazione in giardino (1883) - (Almuerzo en el jardín)
- Le corse a Longchamps (1883) - (Las carreras en Longchamps)
- Notturno capriccioso (ventaglio) (1883) - (Nocturno caprichoso)
- Sull'amaca II (1884) - (En la hamaca II)
- Stradina napoletana, óleo sobre tela

## Galería

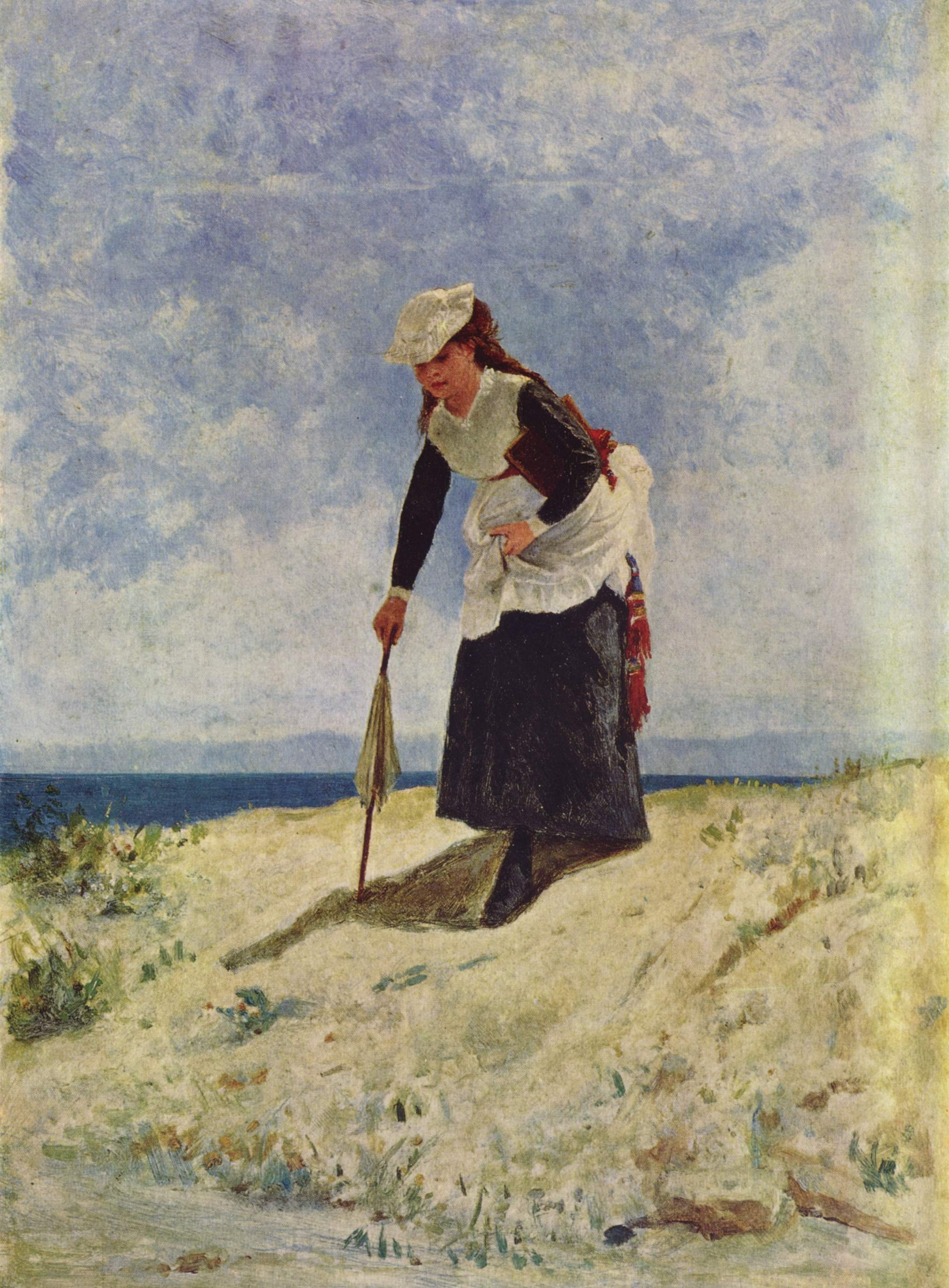
Señora en la playa
Plaza de las Pyramides (1876)Plaza de las Pyramides (1876)
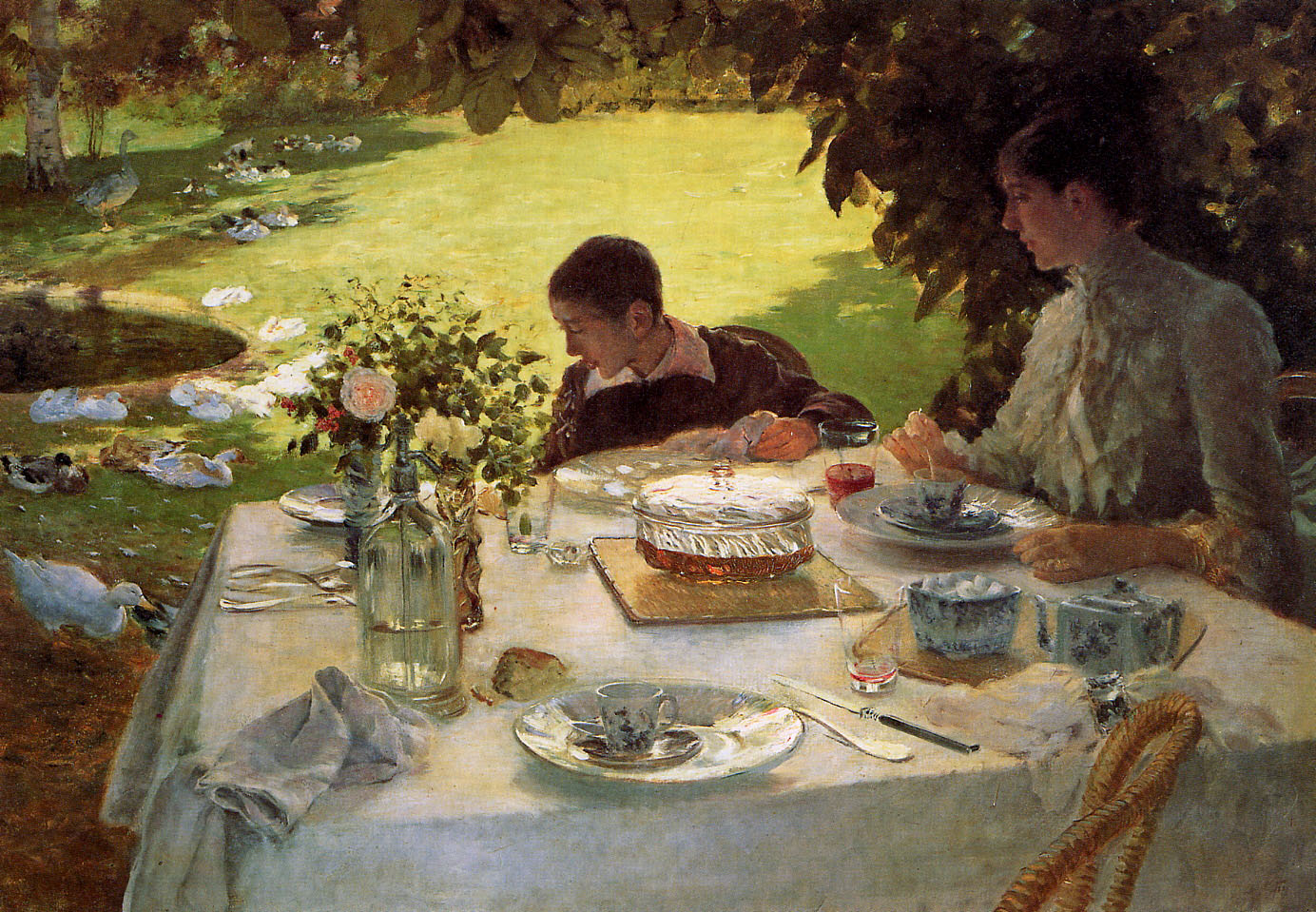
Almuerzo en el jardín(1883)